# Prosinec 2023
Toto je archivovaný článek z portálu Aktuality.
3. prosince – neděle
 Obyvatelé Venezuely v referendu schválili nárok své země na veškerá území západně od řeky Essequibo v sousední Guyaně. 
 Nenadálá erupce indonéské sopky Marapi zabila 23 turistů. 
6. prosince – středa
 Vláda schválila na výjezdním zasedání v Bučovicích prohlášení celkem 18 památek za národní kulturní památky. 
 Na seznam děl ústního a nehmotného dědictví lidstva UNESCO byla zapsána ruční výroba skla, o jejíž zápis žádala Česká republika společně s Finskem, Francií, Německem, Maďarskem a Španělskem. 
 Americká zpěvačka Taylor Swift byla jmenována osobností roku časopisu Time. 
7. prosince – čtvrtek
 Dánský parlament schválil návrh zákona zakazující nevhodné zacházení s náboženskými texty na veřejných místech, což zahrnuje také demonstrativní pálení Koránu. 
8. prosince – pátek
 Dobrodružná RPG hra Baldur's Gate 3 získala ocenění hra roku na The Game Awards. 
 Mezinárodní olympijský výbor stanovil podmínky pro start ruských a běloruských sportovců na XXXIII. letních olympijských hrách v Paříži. 
11. prosince – pondělí
 Polský Sejm po neúspěšném pokusu Mateusze Morawieckého pověřil sestavením nové polské vlády Donalda Tuska. 
12. prosince – úterý
 Český Nejvyšší správní soud rozpustil 34 politických stran a hnutí včetně Slušných lidí, České pravice a Bloku proti islamizaci – Obrany domova. 
 Ráno došlo na rozsáhlý kybernetický útok na ukrajinského mobilního operátora Kyivstar, problémy byly odstraněny až 15. prosince, podle prezidenta společnosti Alexandra Komarova bylo zničeno asi 40 % infrastruktury. 
13. prosince – středa
 V bulharském hlavním městě Sofii bylo zahájeno snášení památníku Sovětské armády. 
 V Dubaji skončil světový klimatický summit COP 28. Celkem 198 států světa se dohodlo na dalších opatřeních proti změnám klimatu, zejména vůbec poprvé se všechny zapojené země shodly na odchodu od využívání fosilních paliv. 
18. prosince – pondělí
 Papež František schválil dekret Fiducia supplicans, který povolil žehnání párům stejného pohlaví. 
 Nedaleko islandského města Grindavíku začala předpovídaná erupce sopky Svartsengi. 
 Čínské provincie Kan-su a Čching-chaj postihlo silné zemětřesení (6,2 stupně), které zanechalo materiální škody a přes sto mrtvých. 
21. prosince – čtvrtek
 Na Filozofické fakultě Univerzity Karlovy útočník zastřelil nejméně 13 lidí a zanechal za sebou přes dvě desítky zraněných. 
 Vláda vyhlásila na sobotu 23. prosince den státního smutku za oběti střelby na Filozofické fakultě Univerzity Karlovy. 
 Českým Sportovcem roku se stala wimbledonská vítězka Markéta Vondroušová. Nejlepším kolektivem byla vyhlášena hokejová reprezentace do 20 let a mezi juniory kralovala vodní slalomářka Barbora Galušková. 
23. prosince – sobota
 V České republice byl vyhlášen den státního smutku za oběti střelby na Filozofické fakultě Univerzity Karlovy. 
25. prosince – pondělí
 Ukrajina s převažujícím pravoslavným vyznáním poprvé oficiálně slavila Vánoce podle „západního“ kalendáře namísto 7. ledna. 
26. prosince – úterý
 Při nepokojích mezi farmáři a pastevci v nigerijské provincii Plateau zahynulo přes 160 lidí. 
30. prosince – sobota
 Sonda Juno provedla nejbližší průlet (1500 km) za posledních 20 let nad povrchem Jupiterova měsíce Io. 
31. prosince – neděle
 Dánská královna Markéta II. ve svém projevu oznámila, že 14. ledna 2024 abdikuje a trůn předá svému synovi princi Frederikovi. 